# Гавличкув-Брод
Га́вличкув-Брод (чеш. Havlíčkův Brod), до 1945 года Немецки-Брод (чеш. Německý Brod), Дойчброд (нем. Deutschbrod) — город в краю Высочина Чехии. Расположен на реке Сазаве, в пределах Богемско-Моравской возвышенности.
Население 24,3 тыс. жит. (2003). Площадь 64,9 км².
Развиты машиностроение, текстильная и пищевая промышленность.

## История
Первоначально населённый пункт назывался просто Брод, он получил развитие в результате открытия серебряных месторождений на Сазаве в 1-й половине XIII века. Первое письменное упоминание относится к 1256 году и связано с пожалованием владельцем Бродского панства Смилом из Лихтенбурка части от доходов с серебряных рудников у Брода трём чешским цистерцианским монастырям. Неизвестно, был ли в тот период уже Брод горняцким городом в институциональном смысле, но в 1256 году в Броде уже был приход, принадлежавший Тевтонскому ордену. Первое достоверное упоминание о существовании города Брода со своим рихтаржем (iudex) и бюргерами (cives) можно найти в документе от 1261 года, однако из других грамот об административном делении районов добычи серебра можно косвенно заключить, что Брод функционировал как город уже в 1257 году. Вероятно, первым рихтаржем Брода был Вернхер по прозванию Рибарж (Рыбак), упоминаемый в документах в период с 1265 по 1289 годы. Печать города известна с 1269 года. Город получил право строить городские стены в конце 1278 года. Строительство главной крепостной стены началось около 1310 года, а полностью городские укрепления были завершены примерно в середине XIV века.
Население Брода с XIII века было преимущественно немецким, поэтому с 1310 года он был известен как Немецкий Брод.
Во время Гуситских войн население города поддержало Сигизмунда, поэтому 22 января 1422 года город был разрушен Яном Жижкой (выстроен вновь в 1429 году).
В течение XVI—XVII являлся культурным центром; промышленность (главным образом — текстильная) получила развитие в XIX веке. Тогда же город стал крупным железнодорожным узлом. Всё немецкое население города было выселено в 1945 году. В том же году город получил своё современное название в честь писателя XIX века Карела Гавличека-Боровского.
В городе — научно-исследовательский и селекционный институт картофелеводства.

## Население
| 1869    | 1869    | 1880    | 1890    | 1900    | 1910    | 1910    | 1921    | 1921    | 1930    | 1930    | 1950    |
| ------- | ------- | ------- | ------- | ------- | ------- | ------- | ------- | ------- | ------- | ------- | ------- |
| 4987    | ↗8189   | ↗8811   | ↗9359   | ↗10 240 | ↗12 628 | ↘8529   | ↗8986   | ↗13 150 | ↗15 232 | ↘10 760 | ↗13 173 |
| 1950    | 1961    | 1961    | 1970    | 1970    | 1980    | 1980    | 1991    | 1991    | 2001    | 2012    | 2014    |
| ↗17 238 | ↘14 927 | ↗17 533 | ↗17 804 | ↗20 197 | ↗24 550 | ↘23 146 | ↗24 472 | ↗24 872 | ↘24 375 | ↘23 549 | ↘23 345 |
| 2016    | 2017    | 2018    | 2019    | 2020    | 2021    | 2021    | 2022    | 2023    | 2024    |         |         |
| ↘23 234 | ↘23 145 | ↘23 101 | ↗23 256 | ↗23 442 | ↘23 255 | ↘22 920 | ↘22 879 | ↗23 398 | ↗23 746 |         |         |

## Города-побратимы
- Брессаноне, Италия
- Спишска-Нова-Вес, Словакия